# Малые Шады
Малые Шады (баш. Кесе Шаҙы) — деревня в Мишкинском районе Республики Башкортостан Российской Федерации. Входит в состав Большешадинского сельсовета. 

## География

### Географическое положение
Расстояние до:
- районного центра (Мишкино): 15 км,
- центра сельсовета (Большие Шады): 5 км,
- ближайшей ж/д станции (Загородная): 116 км.

## Население
| 2002 | 2009 | 2010 |
| ---- | ---- | ---- |
| 108  | ↘87  | ↗91  |

Национальный состав
Согласно переписи 2002 года, преобладающая национальность — башкиры (97 %).